# Mimi Bia
Maria "Mimi" Francisca Bia, född 1809, död 1889, var en nederländsk dansare, operasångare och skådespelare. Hon var en mångsidig scenartist som var verksam inom baletten under sin barndom och sedan både som operasångare och skådespelare inom komedi och tragedi på nationalteatern Amsterdamse Schouwburg, där hon intog en dominant ställning i teatervärlden. Hon var direktör för teatern Utrechtse Schouwburg i Utrecht 1875–1880.

## Biografi
Mimi Bia var dotter till dansarna Jean Lambert Bia (1767–1829) och Catherine Rebecca Grave (1782–1846). Hon gifte sig 1828 med Reinier Engelman (1795–1845), skådespelare och teaterregissör; och 1865 med Jan Eduard de Vries (1808–1875), skådespelare, designer och teaterdirektör.

### Scenkarriär
Mimi Bias föräldrar var dansare vid Amsterdamse Schouwburg, och hon spelade roller i baletter som barn. Hon studerade skådespeleri under Johanna Wattier samt vid Sällskapet för Yttre vältalighet, och debuterade i en talroll vid tio års ålder. Från fjorton års ålder uppträdde hon även som sopran i operaroller; hon spelade – som den första i Nederländerna – rollen som Rosine i Rossinis Barberaren i Sevilla.
Mimi Bia gjorde sin formella debut vid Amsterdamse Schouwburg år 1826, och var engagerad där mellan 1827 och 1859, och vid Rotterdamse Schouwburg 1859–1865. Hon gästspelade även på Théâtre Français i Paris 1842–1844.
Bia betraktades som en av sin tids främsta skådespelare i Nederländerna. Hon räknades som en av Amsterdamsteaterns tre största kvinnliga stjärnor jämsides med Christina da Silva och Jacoba Maria Majofski. Utöver sin verksamhet som dansare och operasopran blev hon ansedd som skicklig skådespelare inom både tragedi och komedi. En av hennes mest uppmärksammade roller var pjäsen Ruwaarden Geertruida, skriven speciellt för henne av Jacob van Lennep, som uppfördes 1846, och titelrollen i Juffrouw Serklaas av Hendrik Jan Schimmel; från slutet av 1840-talet specialiserade hon sig på mödraroller. Nicolaas Beets sade att hon hade: 'en härlig kvinnlig röst, som är kraftfull och tydlig. Dessutom är hennes uttal av 't Dutch mycket rent och rätt' (Beets, 123).
Som hustru till Reinier Engelman, teaterregissör och teaterdirektör vid Amsterdamse Schouwburg, hade Bia stort inflytande vid Amsterdamteatern: hon fick ofta förstahandsval i roller, vilket orsakade missnöje hos både rivaler och scenkritiker, och kunde avgöra vem som annars fick dem. Detta ledde till konflikter med kolleger och kritik i pressen, och både Majofski och da Silva lämnade teatern och ersattes av hennes egna döttrar.

### Senare liv
Mimi Bias andre make Jan Eduard de Vries var direktör för Paleis voor Volksvlijt i Amsterdam och Utrechtse Schouwburg. När han avled 1875 ärvde hon Utrechtse Schouwburg och drev teatern själv 1875–1880 innan hon tvingades sälja den på grund av byggnadens dåliga skick.
Maria Francisca Bia dog vid 79 års ålder i Amsterdam. Hon begravdes i Oosterbegraafplaats under monumentet som hon hade placerat för sin andra make.